# Cissereau
Le Cissereau est un cours d'eau français coulant dans le département de Loir-et-Cher, en région Centre-Val-de-Loire, et un affluent droit de la Cisse et donc un sous-affluent du fleuve la Loire.

## Géographie
Le Cissereau présente une longueur de 14,3 kilomètres. Il prend sa source dans la commune de Valencisse, près du lieu-dit la Christophlère à une altitude de 122 m, s'écoule vers le sud et se jette dans la Cisse, dans la commune de Veuzain-sur-Loire, à une altitude de 61 m.

### Communes et cantons traversés
Dans le seul département de Loir-et-Cher, le Cissereau traverse les trois communes suivantes, de l'amont vers l'aval, de Valencisse (source), Valloire-sur-Cisse (41), Veuzain-sur-Loire (confluence).
Soit en termes de cantons, le Cissereau prend source et conflue dans le même canton d'Onzain, dans l'arrondissement de Blois, et dans l'intercommunalité Communauté d'agglomération de Blois « Agglopolys ».

### Bassin versant

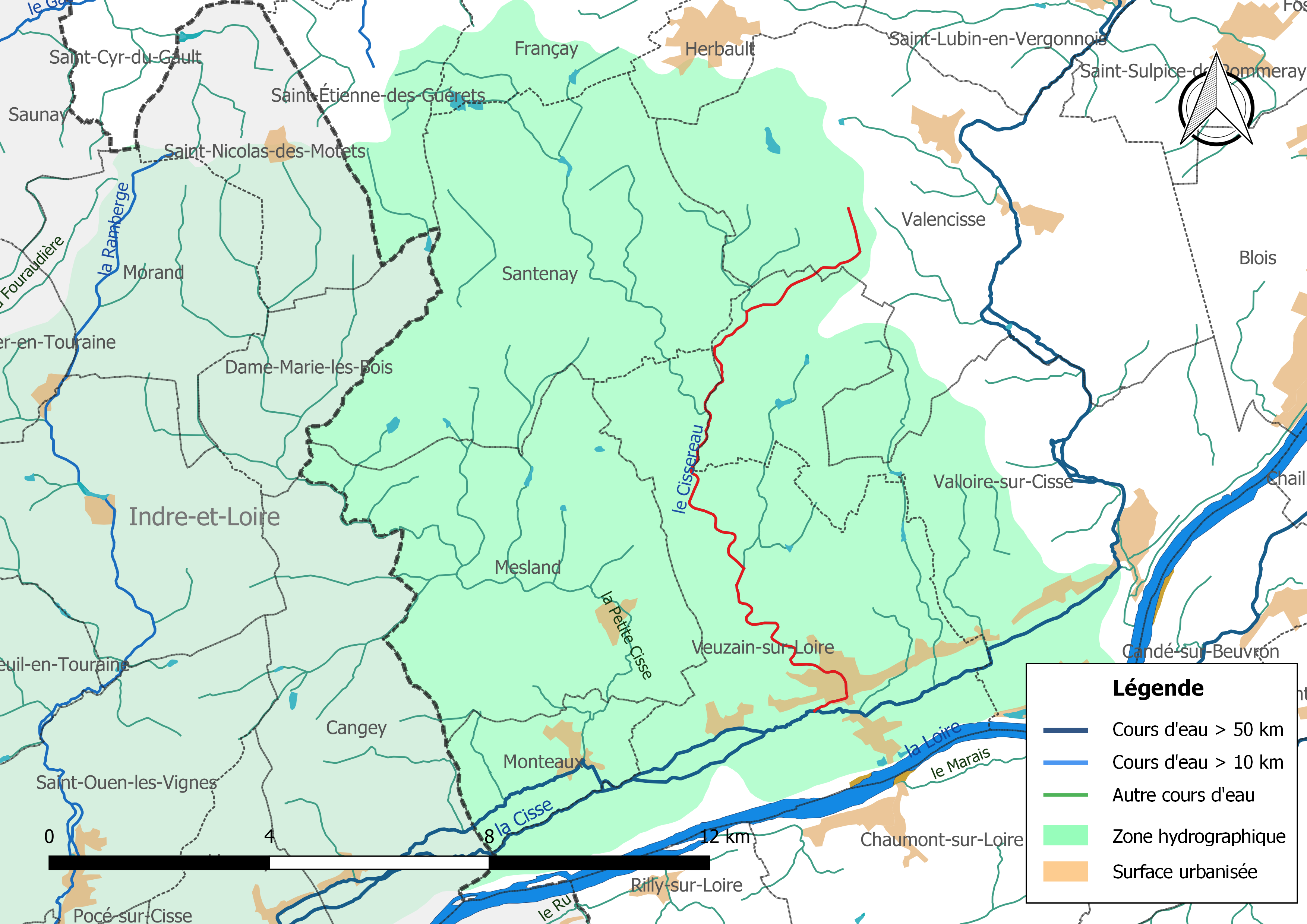
Cours d'eau le Cissereau et son bassin versant.

Les bassins hydrographiques sont découpés dans le référentiel national BD Carthage en éléments de plus en plus fins, emboîtés selon quatre niveaux : régions hydrographiques, secteurs, sous-secteurs et zones hydrographiques. Le bassin versant de le Cissereau s'insère dans la zone hydrographique « La Cisse du Bras Aval de Chouzy Vers La Loire (Nc) à la Brenne (Nc) »,, au sein du bassin DCE plus large « La Loire, les cours d'eau côtiers vendéens et bretons ».

### Organisme gestionnaire

#### Échelle du bassin
En France, la gestion de l’eau, soumise à une législation nationale et à des directives européennes, se décline par bassin hydrographique, au nombre de sept en France métropolitaine, échelle cohérente écologiquement et adaptée à une gestion des ressources en eau. Le Cissereau est sur le territoire du bassin Loire-Bretagne et l'organisme de gestion à l'échelle du bassin est l'agence de l'eau Loire-Bretagne.

#### Échelle locale
Localement, le cours d'eau est géré par le Syndicat mixte du bassin de la Cisse dont le siège est à Herbault. Créé en 2012, ce syndicat a vu sa composition évoluer en 2016 avec l'adhésion de la communauté Beauce Val de Loire et surtout en 2018 avec l'entrée en vigueur de la loi de modernisation de l'action publique territoriale et d'affirmation des métropoles (Maptam), promulguée le 27 janvier 2014, qui attribue aux communes, à compter du 1er janvier 2018, une nouvelle compétence exclusive et obligatoire de « gestion des milieux aquatiques et prévention des inondations » (GEMAPI) (essentiellement articles 56 à 59). Par principe de représentation-substitution, les anciennes communes membres du syndicat ont ainsi été remplacées au 1er janvier 2018 par les six établissements publics de coopération intercommunale dont elles sont membres, avec un nombre de sièges attribués selon la population : Beauce-Val de Loire (6 sièges), la communauté d'agglomération de Blois Agglopolys (12), Territoires vendômois (1), Val d’Amboise (9), Castelrenaudais (1) et Touraine Est Vallées (6),.
|  |  |

## Affluents
Le Cissereau a trois tronçons affluents référencés de 11 km (non nommé), 4 km et 3 km de longueur, tous les trois avec des affluents mais de rang de Strahler deux.

### Rang de Strahler
Donc le rang de Strahler du Cissereau est de trois.

## Hydrologie
Son régime hydrologique est dit pluvial.

## Aménagements et écologie

### Pêche et peuplements piscicoles
Sur le plan piscicole, le Cissereau est classé en deuxième catégorie piscicole. L'espèce biologique dominante est constituée essentiellement de poissons blancs (cyprinidés) et de carnassiers (brochet, sandre et perche). 

### Qualité des eaux

#### État des masses d'eau et objectifs
Issu de la Directive cadre européenne sur l’eau (DCE) du 23 octobre 2000, le découpage en masses d’eau permet d'utiliser un référentiel élémentaire unique employé par tous les pays membres de l'Union européenne. Une masse d'eau de surface est une partie distincte et significative des eaux de surface, telles qu'un lac, un réservoir, une rivière, un fleuve ou un canal, une partie de rivière, de fleuve ou de canal, une eau de transition ou une portion d’eaux côtières. Pour les cours d’eau, la délimitation des masses d’eau est basée principalement sur la taille du cours d’eau et la notion d’hydro-écorégion. Ces masses d’eau servent ainsi d’unité d’évaluation de l’état des eaux dans le cadre de la directive européenne. Le Cissereau fait partie de la masse d'eau codifiée FRGR1036 et dénommée « Le Cissereau et ses affluents, depuis la source jusqu'à la confluence avec la Cisse ».
Le schéma directeur d'aménagement et de gestion des eaux (Sdage) Loire-Bretagne est un document de planification dans le domaine de l’eau. Il définit, pour une période de six ans les grandes orientations pour une gestion équilibrée de la ressource en eau ainsi que les objectifs de qualité et de quantité des eaux à atteindre dans le bassin Loire-Bretagne. L'état des lieux 2013 défini dans la SDAGE 2016 – 2021 et les objectifs à atteindre pour cette masse d'eau sont les suivants,, :

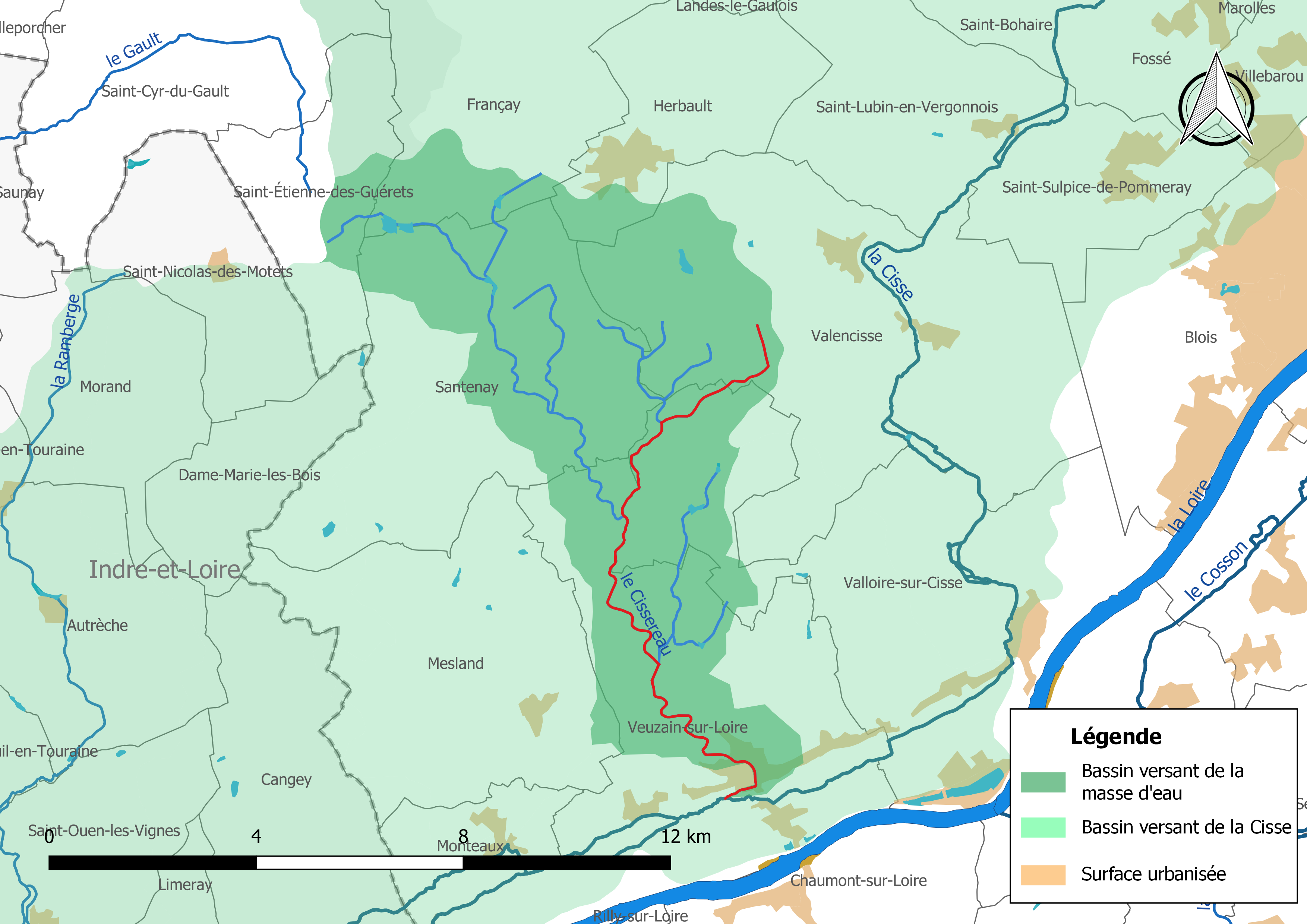
Masse d'eau FRGR1036 le Cissereau et son bassin versant.

| Code masse d'eau | Libellé masse d'eau                                                                 | État écologique 2013 des cours d'eau | État écologique 2013 des cours d'eau | État écologique 2013 des cours d'eau | État écologique 2013 des cours d'eau | Objectifs                  | Objectifs                  | Objectifs                | Objectifs                | Objectifs              | Objectifs              |
| Code masse d'eau | Libellé masse d'eau                                                                 | État écologique                      | État biologique                      | État physico-chimie générale         | État Polluants spécifiques           | Objectif d'état écologique | Objectif d'état écologique | Objectif d'état chimique | Objectif d'état chimique | Objectif d'état global | Objectif d'état global |
| ---------------- | ----------------------------------------------------------------------------------- | ------------------------------------ | ------------------------------------ | ------------------------------------ | ------------------------------------ | -------------------------- | -------------------------- | ------------------------ | ------------------------ | ---------------------- | ---------------------- |
| FRGR1036         | Le Cissereau et ses affluents, depuis la source jusqu'à la confluence avec la Cisse | Moyen                                |                                      | Bon état                             |                                      | Bon état                   | 2027                       | Bon état                 | ND                       | Bon état               | 2027                   |